# Polly Klaas
Polly Hannah Klaas (Fairfax, 3 de janeiro de 1981 – Petaluma, 1 de outubro de 1993) foi uma jovem norte-americana vítima de homicídio, cujo caso ganhou atenção nacional. Em 1 de outubro de 1993, aos 12 anos de idade, foi sequestrada durante uma festa de pijamas na casa de sua mãe em Petaluma, Califórnia. Mais tarde, foi estrangulada até a morte. Em 1996, Richard Allen Davis foi preso por seu assassinato e condenado à morte. A atriz Winona Ryder, criada em Petaluma, ofereceu uma recompensa de 200 000 dólares a quem lhe trouxesse com vida. Após sua morte, Ryder estrelou Little Women e dedicou-o à memória de Klaas.